# Rolf Frowein
Rolf Frowein (* 15. Juni 1921 in Bochum; † 17. April 1963 in Frankfurt am Main) war ein deutscher Neurologe und Neuroradiologe.

## Leben
Rolf Frowein war der erste Sohn von Rudolf Frowein (1886–1959, Direktor der WEDAG AG) und seiner Ehefrau Elisabeth, geb. Brück (1889–1956), Bruder von Reinhold A. Frowein, verheiratet (1954) mit der Neurologin Ingeborg Frowein, geborene Bender (1921–2016).
Er studierte 1939–1945 an der Philipps-Universität in Marburg sowie an der Friedrich-Wilhelms-Universität in Berlin. Die Promotion zum Dr. med. erfolgte 1945 bei Wilhelm Tönnis mit der Arbeit Über Liquorfisteln und Pneumatocelen nach Verletzungen der vorderen Schädelbasis.
In den folgenden Jahren widmete er sich u. a. der Forschung auf dem Gebiet der vegetativen Störungen nach Hirnverletzungen und der Entwicklung der funktionellen cerebralen Angiographie. Frowein habilitierte sich im Jahr 1956 mit Ergebnisse der funktionellen Angiographie bei cerebralen Gefäßprozessen und ihre Beziehungen zu den hirnpathologischen Syndromen.
Im Jahr 1947 wurde er Stationsarzt an der Universitäts-Nervenklinik Frankfurt am Main, 1957 als Psychiater und Neurologe Oberarzt der Klinik fü Gemüts- und Nervenkranke. 1951 übernahm er die Leitung der Röntgenabteilung der Klinik, die er aus kleinsten Anfängen zu einer wegweisenden Spezialabteilung ausbaute. Einer der wichtigsten Schwerpunkte seiner Forschung war die Entwicklung und Vervollkommnung der cerebralen Angiokinematographie.
Im Februar 1961 erfolgte die Ernennung zum außerplanmäßigen Professor an der Universität Frankfurt.
Am 17. April 1963 starb Rolf Frowein plötzlich an Leukämie als Folge zu hoher Strahlenbelastung im Zuge seiner Tätigkeit als Arzt und Forscher.
Froweins wissenschaftlicher Nachlass liegt heute im Deutschen Röntgen-Museum (Remscheid-Lennep).

## Schriften
- Über Liquorfisteln und Pneumatocelen nach Verletzungen der vorderen Schädelbasis http://d-nb.info/571377424
- Vegetativ-endokrine Diagnostik http://d-nb.info/451396464